# Kirkby (Merseyside)
La ville s'est développée entre 1950 et 1970. Elle se situe à 8 km au nord de Huyton et à 10 km au nord-est de Liverpool. La population était de 40 472 habitants en 2011. Les historiens croient que cette ville remonte avant 870, après de nombreuses découvertes archéologiques de l'âge du bronze.